# Euproctis copha
Euproctis copha är en fjärilsart som beskrevs av Collenette. Euproctis copha ingår i släktet Euproctis och familjen tofsspinnare. Inga underarter finns listade i Catalogue of Life.